# Culicoides fagineus
Culicoides fagineus är en tvåvingeart som beskrevs av Edwards 1939. Culicoides fagineus ingår i släktet Culicoides och familjen svidknott. Arten har ej påträffats i Sverige. Inga underarter finns listade i Catalogue of Life.